# سيريوس سام 4
سيريوس سام 4 هي لعبة إطلاق نار من منظور الشخص الأول لعام 2020 طورها الاستوديو الكرواتي كروتيم ونشرتها Devolver Digital . إنه جزء من سلسلة Serious Sam ومقدمة لـ سيريوس سام 3: بي إف إي . تم الإعلان عن اللعبة في أبريل 2018 ، في الأصل باسم Serious Sam 4: Planet Badass ، وتم إصدارها في سبتمبر 2020 لنظامي التشغيل Microsoft Windows وStadia ، تليها منافذ PlayStation 5 وXbox Series X / S في ديسمبر 2021. تم إصدار توسع مستقل ، Serious Sam: Siberian Mayhem ، في يناير 2022.

## روابط خارجية
- الموقع الرسمي

قالب:Serious Sam